# Peter Cornell
Folke Peter Daniel Cornell, född 7 augusti 1942 i Engelbrekts församling i Stockholm, död 1 mars 2025 i Oscars distrikt på Östermalm i Stockholm, var en svensk konstkritiker, författare och professor.

## Biografi
Peter Cornell, som växte upp i Stockholm, var en framträdande konstkritiker i Expressen. Som lärare var han lektor i konsthistoria på Konstfack i Stockholm och professor i konstens teori och idéhistoria vid Kungliga Konsthögskolan i Stockholm åren 2000–2005. År 2014 blev han hedersledamot av Konstakademien.
Cornell tillhörde den svenska släkten Cornell med rötter i Värmland och var yngre bror till regissören Jonas Cornell. Fadern Jan Cornell var förlagsdirektör i Stockholm samt bror till konsthistorikern Elias Cornell och halvbror till diplomaten Erik Cornell, hjärnforskaren David H. Ingvar och revyartisten Cilla Ingvar. Farföräldrarna Henrik Cornell och Ingegerd Henschen-Ingvar var båda konsthistoriker. Peter Cornells mor Brita, ogift Ekerot, var dotter till ingenjören Folke Ekerot och syster till skådespelaren Bengt Ekerot.
Peter Cornell var gift med konstnären och psykoterapeuten Ulla Wiggen 1971–1975; från 2000 och under ett antal år var han gift med bildläraren Marie-Louise Hall (född 1951).